# Aster Nzeyimana
Aster Didier Nzeyimana (Butare, 12 november 1993) is Belgisch sportjournalist en presentator bij VTM. Hij begon bij de VRT als MNM-dj en ging later aan de slag bij Sporza, als anker van het sportjournaal en als verslaggever en presentator op radio en televisie.
Nzeyimana werd geboren als Aster Schepens. Nzeyimana is de familienaam van zijn Burundese vader en werd ook die van Aster toen zijn vader naar België kwam.

## Carrière
Nzeyimana maakte zijn radiodebuut bij studentenradio Urgent.fm. Daar kwam hij terecht nadat zijn medestudenten hem na een presentatie op zijn mooie stem wezen. Na amper een paar maanden kreeg hij in de zomer van 2014 zijn kans bij MNM. Aanvankelijk als presentator van een aantal vervangprogramma's tijdens de zomer, maar nadat zijn talent door onder anderen Peter Van de Veire en Ann Van Elsen werd opgemerkt, kreeg Nzeyimana eind augustus een vaste stek op zaterdagmorgen. Nadat hij sportanker werd voor Het Journaal, stopte hij tijdelijk bij MNM. In december 2016 was hij wel nog een van de presentatoren van de MNM 1000 en is sindsdien sporadisch op de zender te horen.
Hij maakte in maart 2015 zijn debuut als voetbalverslaggever bij Sporza Radio. Enkele weken later ging hij vast aan de slag bij Sporza.
Sinds september 2015 is hij samen met Bram Van Deputte te zien in het sportprogramma Fanatico op Play Sports.
Op 28 mei 2016 werd hij sportpresentator voor Het Journaal.
Tijdens de zomer van 2016 presenteerde hij ook het nachtblok van de Olympische Spelen op Eén.
Hij voltooide zijn middelbare school in het Sint-Lodewijkscollege te Lokeren. Nzeyimana combineerde zijn werk bij de VRT met studies rechten in een geïndividualiseerd traject. In augustus 2017 maakte hij echter bekend dat hij een diploma rechten niet meer nodig acht om zijn inmiddels behaalde droomjob te kunnen uitoefenen. Zijn laatste examenperiode dateert van 2015.
In 2019 vertolkte hij een gastrol als Sportsint in aflevering 6 van Dag Sinterklaas.
Sinds 2020 is Nzeyimana ook voetbalcommentator. Dat deed hij eerst voor Eleven Sports, waar hij solo of in duo met bijvoorbeeld Wesley Sonck of Gilles De Bilde commentaar geeft bij wedstrijden uit de Jupiler Pro League. In de zomer van 2021 maakte Nzeyimana deel uit van de commentatorsgilde die Sporza over heel Europa stuurde.
Begin 2022 werd hij de presentator van Extra Time, dat tegelijk enkele andere wijzigingen doormaakte. De dag nadien volgt een aflevering van de 90 Minutes-podcast. Daarin zit Nzeyimana samen met Filip Joos, aangevuld met Steven Defour en Sam Kerkhofs om veelal dezelfde voetbalactualiteit losser te behandelen. In 2022 maakte hij de docureeks Those were the days over Belgische megadiscotheken in de jaren 90. De reeks was eerst te bekijken op VRT MAX en in december dat jaar op Canvas.
In 2023 stapte hij over naar VTM, waar hij voetbalcommentator en copresentator van The Voice van Vlaanderen wordt.
In 2024 werd Nzeyimana de eindwinnaar van de televisiequiz De Slimste Mens Ter Wereld. Hij versloeg actrice Daphne Agten in de finale.

## Tv-optredens
| Jaar | Titel                      | Rol                      | Opmerkingen           |
| ---- | -------------------------- | ------------------------ | --------------------- |
| 2015 | De Slimste Mens ter Wereld | Zichzelf                 | Kandidaat             |
| 2017 | Olly Wannabe               | Zichzelf                 | Gastrol, aflevering 8 |
| 2019 | Dag Sinterklaas            | Sportsint                | Aflevering 6          |
| 2021 | We moeten eens praten      | Nieuwsanker              | Aflevering 1          |
| 2022 | #LikeMe                    | Journalist               | 2 afleveringen        |
| 2022 | The Masked Singer          | Robot                    | 5 afleveringen        |
| 2023 | The Big Bang               | Zichzelf                 | Samen met Lize Feryn  |
| 2024 | Milo                       | Presentator De vrijgezel | 2 afleveringen        |
| 2024 | The Voice van Vlaanderen   | Presentator              |                       |
| 2024 | De Slimste Mens ter Wereld | Zichzelf                 | Kandidaat en winnaar  |
| 2025 | Bestemming X               | Presentator              |                       |

## Persoonlijke gegevens
Aster Nzeyimana heeft sinds 2018 een relatie met actrice Lize Feryn.
Voor zijn carrière als sportjournalist heeft Nzeyimana zelf gevoetbald als centrale verdediger bij onder andere Eendracht Aalst en SK Berlare.

## Trivia
- In 2021 kreeg Aster Nzeyimana een rolletje in het stripverhaal Patiënt Zero uit de reeks De Kiekeboes.[9]
- Nzeyimana nam in het najaar van 2015 deel aan de dertiende editie van het tv-programma De Slimste Mens ter Wereld.[10]
- In 2020 presenteerde Nzeyimana samen met zijn partner[11] Lize Feryn drie uur lang de 1000 klassiekers op Radio 2.
- In 2022 zongen Nzeyimana en zijn partner Lize Feryn in duet in het tweede seizoen van The Masked Singer op VTM, onherkenbaar verkleed in robotkostuums. In de vijfde aflevering werd het koppel ontmaskerd.
- In 2024 startte hij met partner Feryn het genderneutrale modelabel Melange.[12]